# Waldtraut Lewin
Waldtraut Lewin (* 8. Januar 1937 in Wernigerode, Provinz Sachsen, Preußen; † 20. Mai 2017 in Berlin) war eine deutsche Schriftstellerin, Dramaturgin und Regisseurin. 

## Leben
Als Tochter assimilierter Juden war Lewin seit ihrer Geburt durch die Nürnberger Rassegesetze bedroht. Die Ehe ihrer Eltern musste zum Schutze des Vaters, der kein Jude war, annulliert werden, um beide von dem Straftatbestand der „Rassenschande“ zu befreien. Die Vormundschaft des Mädchens übernahm ab März 1939 ihr Großvater Robert Lewin. Dank der Umsicht und Unerschrockenheit ihres Großvaters gelang es der Familie Lewin, der Verfolgung zu entgehen und den Krieg zu überstehen.

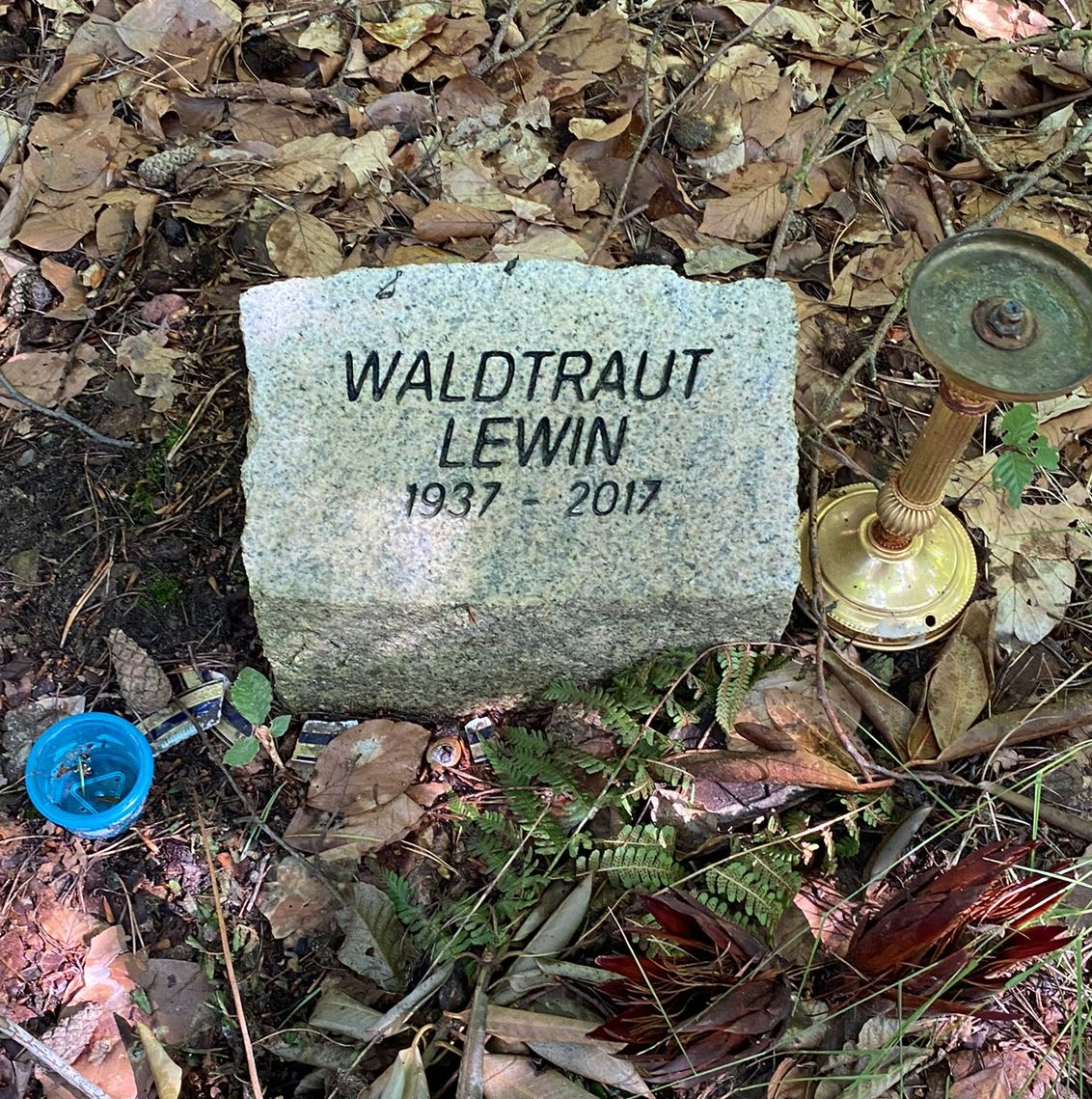
Grabstein auf dem Südwestkirchhof Stahnsdorf

Nach dem Schulabschluss studierte Waldtraut Lewin bis 1961 Germanistik, Latein und Theaterwissenschaften an der Humboldt-Universität zu Berlin. 1964 machte sie ihren Abschluss als Diplomphilosophin.
Von 1961 bis 1973 war Waldtraut Lewin als Musikdramaturgin, Opernübersetzerin und Regisseurin am Landestheater Halle tätig. 1970 wurde sie für ihr musikalisches Schaffen mit dem Händel-Preis des Rates des Bezirks Halle geehrt. 1973 übernahm sie eine Stelle als Opernregisseurin und Chefdramaturgin für Musiktheater am Volkstheater Rostock. Während ihrer Tätigkeit als Dramaturgin übersetzte sie insgesamt sechzehn italienische Opern Georg Friedrich Händels und schrieb das Libretto für die erste ostdeutsche Rockoper Rosa Laub.
1971 veröffentlichte Waldtraut Lewin mit Herr Lucius und sein schwarzer Schwan ihren ersten Roman. Sechs Jahre später gab sie ihre Stelle in Rostock auf, um sich fortan als freiberufliche Autorin nur noch der Schriftstellerei zu widmen. Seit 1978 lebte sie als freischaffende Autorin von Romanen, Novellen, Jugendromanen, historischen Jugendromanen (unter anderem Alles für Caesar), Biografien (unter anderem über Händel und Julius Caesar), Hörspielen, Libretti, Drehbüchern und Sachbüchern. In ihren letzten Jahren spezialisierte sie sich auf das Schreiben für Jugendliche.
Für ihre schriftstellerische Tätigkeit wurde Waldtraut Lewin unter anderem mit dem Lion-Feuchtwanger-Preis und dem Nationalpreis der DDR ausgezeichnet. Von 1986 bis 1990 war sie Mitglied der Akademie der Künste in Berlin. Ab 1975 bis November 1988 wurde sie vom Ministerium für Staatssicherheit der DDR als IMS „Wald“ geführt. Im Stasiunterlagenarchiv gibt es umfangreiche IM-Berichte.
Die Autorin Miriam Margraf (Hannah M. Margraf), mit der Lewin mehrmals literarisch zusammenarbeitete, ist ihre Tochter.
Waldtraut Lewin starb im Mai 2017 im Alter von 80 Jahren in Berlin. Sie ruht auf dem Südwestkirchhof Stahnsdorf.

## Werke
- Herr Lucius und sein schwarzer Schwan (1973)
- Die Ärztin von Lakros (1977)
- Katakomben und Erdbeeren (1977)
- Die stillen Römer (1979)
- Gaius Julius Caesar (1980)
- Viktoria von jenseits des Zauns. Drei Märchen um die Liebe (1981). Als E-Book 2011, EditionDigital ISBN 978-3-86394-196-3
- Der Sohn des Adlers, des Müllmanns und der häßlichsten Frau der Welt (1981). Als E-Book 2011, EditionDigital ISBN 978-3-86394-314-1
- Garten fremder Herren. 10 Tage Sizilien (1982)
- Vom Eulchen und der Dunkelheit (1982)
- Kuckucksrufe und Ohrfeigen (1983)
- Federico (1984), bei Freese: ISBN 3-88942-004-4
- Georg Friedrich Händel (mit Hannah M. Margraf, 1984)
- Waterloo liegt in Belgien (1985)
- Villa im Regen. Impressionen aus der Toscana (1986), ISBN 3-355-00138-4
- Addio, Bradamante. 3 Geschichten aus Italien (1986), ISBN 3-358-00752-9
- Märchen von den Hügeln (1986), ISBN 3-358-00630-1
- Poros und Mahamaya. Eine Geschichte aus dem alten Indien (1987), ISBN 3-358-00950-5
- Die Zaubermenagerie (1988)
- Liebeswettstreit (1989)
- Ein Kerl, Lompin genannt (1989)
- Reisen in Italien (1989)
- Dicke Frau auf Balkon (1994)
- Alter Hund auf drei Beinen (1995)
- Alles für Caesar (1996)
- Jochanaan in der Zisterne (1996)
- Hunde in der Stadt (1996)
- Die Frauen von Kolchis (1996)
- Jenseits des Meeres: die Freiheit (1997)
- Frau Quade sprengt die Bank (1997)
- Kleiner Fisch frisst großen Fisch (1997)
- Insel der Hoffnung (1998)
- Frau Quades Welt bricht zusammen (1998)
- Luise, Hinterhof Nord (Ein Haus in Berlin 1890) (1999)
- Paulas Katze (Ein Haus in Berlin 1935) (1999)
- Mauersegler (Ein Haus in Berlin 1989) (1999)
- Tochter der Lüfte (2000)
- Der Fluch (2000)
- Die aus der Steppe kommen (2002)
- Mond über Marrakesch (2003)
- Weiberwirtschaft (2004)
- Goethe (2004), E-Book: Verlagsgruppe Random House, ISBN 978-3-641-01167-3
- Marek und Maria (2004)
- Wenn die Nacht am tiefsten (2005)
- Männersache (2005)
- Samoa (2005)
- Die Maske des Wolfes
- Die letzte Rose des Sommers (2005)
- Columbus (2006), E-Book: Verlagsgruppe Random House, ISBN 978-3-641-01461-2
- Wiedersehen in Berlin (2006)
- Artussagen (2007)
- Drei Zeichen sind ein Wort (2007)
- Drei Zeichen sind die Wahrheit. 2008. ISBN 978-3-570-13079-7, E-Book: Verlagsgruppe Random House, ISBN 978-3-641-01430-8
- Griechische Sagen. Ausgewählt und neu erzählt, Verlag Loewe, Bindlach 2008, ISBN 978-3-7855-6202-4
- Leonie Lasker, Jüdin. Teil 1: Die drei Zeichen, Verlag cbj, München 2010, ISBN 978-3-570-40003-6
- Leonie Lasker, Jüdin. Teil 2: Dunkle Schatten, Verlag cbj, München 2010, ISBN 978-3-570-40004-3
- Leonie Lasker, Jüdin. Teil 3: Welt in Flammen, Verlag cbj, München 2010, ISBN 978-3-570-40020-3
- Die Jüdin von Konstantinopel. Roman, Knaur-Taschenbuch-Verlag, München 2010, ISBN 978-3-426-50430-7
- Valadas versinkende Gärten. Roman, Deutscher Taschenbuchverlag, München 2012, ISBN 978-3-423-21344-8
- Leo Baeck. Geschichte eines deutschen Juden. Eine Romanbiografie, Gütersloher Verlagshaus, Gütersloh 2012, ISBN 978-3-579-06563-2
- Der Wind trägt die Worte. Buch 1. Von der Zeit der Legenden bis zum Ausgang des Mittelalters, Verlag cbj, München 2012, ISBN 978-3-570-13482-5
- Römische Sagen. Ausgewählt und neu erzählt, Verlag Loewe, Bindlach 2013, ISBN 978-3-7855-6353-3
- Der Wind trägt die Worte. Buch 2. Von der Neuzeit bis in die Gegenwart, Verlag cbj, München 2013, ISBN 978-3-570-13483-2
- Nenn mich nicht bei meinem Namen, Ein Mädchen an Bord der Exodus, Verlag cbj, München 2014, ISBN 978-3-570-40228-3
- Feuer. Der Luther-Roman, Gütersloher Verlagshaus, Gütersloh 2014, ISBN 978-3-579-06587-8
- Das Beiderwandkleid. Roman, 175er Verlag, Hartha 2015, ISBN 978-3-932429-09-5
- Wenn du jetzt bei mir wärst. Eine Annäherung an Anne Frank, cbj, München 2015, ISBN 978-3-570-17108-0

## Auszeichnungen
- 1970 Händelpreis des Bezirkes Halle[5]
- 1978 Lion-Feuchtwanger-Preis der Akademie der Künste Berlin (DDR)
- 1981 DDR-Kinderhörspielpreis (Hörerpreis, 3. Platz)
- 1981 DDR-Kinderhörspielpreis (Kritikerpreis)
- 1984 DDR-Kinderhörspielpreis (Hörerpreis, 2. Platz)
- 1988 DDR-Kinderhörspielpreis (Hörerpreis, 2. Platz)
- 1988 Nationalpreis der DDR für Literatur, 2. Klasse
- 1989 DDR-Kinderhörspielpreis (Kritikerpreis)
- 2000 Bad Harzburger Jugendliteraturpreis